# Comuna Drănic, Dolj
Drănic este o comună în județul Dolj, Oltenia, România, formată din satele Booveni, Drănic (reședința), Foișor și Padea.

## Demografie
Componența etnică a comunei Drănic
     Români (82,39%)
     Romi (8,01%)
     Alte etnii (9,6%)
Componența confesională a comunei Drănic
     Ortodocși (90,18%)
     Alte religii (0,18%)
     Necunoscută (9,65%)
Conform recensământului efectuat în 2021, populația comunei Drănic se ridică la 2.260 de locuitori, în scădere față de recensământul anterior din 2011, când fuseseră înregistrați 2.738 de locuitori. Majoritatea locuitorilor sunt români (82,39%), cu o minoritate de romi (8,01%). Din punct de vedere confesional, majoritatea locuitorilor sunt ortodocși (90,18%), iar pentru 9,65% nu se cunoaște apartenența confesională.

## Politică și administrație
Comuna Drănic este administrată de un primar și un consiliu local compus din 11 consilieri. Primarul, Dragoș-Cătălin Călin[*], de la Partidul Social Democrat, este în funcție din 1 noiembrie 2024. Începând cu alegerile locale din 2024, consiliul local are următoarea componență pe partide politice:
|  | Partid                          | Consilieri | Componența Consiliului | Componența Consiliului | Componența Consiliului | Componența Consiliului | Componența Consiliului | Componența Consiliului | Componența Consiliului | Componența Consiliului |
|  | ------------------------------- | ---------- | ---------------------- | ---------------------- | ---------------------- | ---------------------- | ---------------------- | ---------------------- | ---------------------- | ---------------------- |
|  | Partidul Social Democrat        | 8          |                        |                        |                        |                        |                        |                        |                        |                        |
|  | Partidul Național Liberal       | 2          |                        |                        |                        |                        |                        |                        |                        |                        |
|  | Alianța pentru Unirea Românilor | 1          |                        |                        |                        |                        |                        |                        |                        |                        |

## Personalități
- Dumitru Combiescu (1887 - 1961), medic
- Theodor Hristea (1930 - 2009), lingvist